# Муса (Цераукстская волость)
Муса (латыш. Mūsa) — населённый пункт в Бауском крае Латвии. Входит в состав Цераукстской волости. Находится на правом берегу реки Муса у автодороги A7 (E67). Расстояние до города Бауска составляет 3,4 км. По данным на 2015 год, в населённом пункте проживало 642 человека. Есть детский сад, врач, несколько магазинов.

## История
В советское время населённый пункт входил в состав Цераукстского сельсовета Бауского района. В селе располагался совхоз им. 50-летия СССР.